# آبادخوره
آبادخوره، روستایی از توابع بخش زرقان شهرستان شیراز در استان فارس ایران است.

## جمعیت
این روستا در دهستان بندامیر قرار دارد و براساس سرشماری مرکز آمار ایران در سال ۱۳۸۵، جمعیت آن زیر سه خانوار بوده‌است.